# 2021-es WTA Finals
A WTA Finals 2021 a WTA által évente megrendezett, világbajnokságnak is nevezett tenisztorna, amelyen az aktuális WTA-világranglista első nyolc helyezettje vehet részt. A torna a versenyévad záró eseménye, amelyet 1972 óta rendeznek meg. Egyéniben ez az 50. verseny, a párosok ebben az évben 45. alkalommal mérkőznek. Az esemény 2020-ban a koronavírus-járvány miatt elmaradt. A járványhelyzet miatt a 2021-es tornát sem az eredeti helyszínen, a kínai Sencsenben rendezik meg, hanem helyette a mexikói Guadalajara vállalta a rendezést. Szponzori elnevezése Akron WTA Finals Guadalajara. A versenynek a Panamerican Tennis Center ad otthont. 
A tornára az egyéni világranglista első nyolc helyezettje, valamint a páros világranglista első nyolc párja szerezhet kvalifikációt, sérülés vagy egyéb okból távolmaradás esetén a ranglista következő helyezettje szerez jogot a részvételre. A győztes a jelentős pénzdíjazás mellett egyéniben a Billie Jean King-trófeát, párosban a Martina Navratilova-trófeát kapja.
2021-ben a torna összdíjazása 5 000 000 amerikai dollár, amely jelentősen elmarad az előző, 2019. évi 14 000 000 dolláros díjazástól.
A 2021-es tornára két egykori világelső (Karolína Plíšková és Garbiñe Muguruza) kvalifikálta magát, és ők ketten már korábban is résztvevői voltak a WTA Finals eseményének. A többiek az ezévi tornán először vesznek részt egyéniben az év végi világbajnokságon.
A címvédő egyéniben az ausztrál Ashleigh Barty volt, aki a 2019. évi döntőben 6–4, 6–3 arányban legyőzte az ukrán Elina Szvitolinát. Ő azonban az ezévi versenyen nem indult el. A párosok versenyén a címvédő a magyar Babos Tímea és a francia Kristina Mladenovic párosa volt, akik a 2019-es döntőben 6–1, 6–3 arányban legyőzték a tajvani Hszie Su-vej és a cseh Barbora Strýcová párost. A címvédő páros 2021-ben csak egy alkalommal lépett együtt pályára, így nem szereztek kvalifikációt.
Egyéniben a győzelmet a spanyol Garbiñe Muguruza szerezte meg, miután a döntőben 6–3, 7–5 arányban győzött az észt Anett Kontaveit ellen. A párosok versenyét a Barbora Krejčíková–Kateřina Siniaková pár nyerte, akik a döntőben 6–3, 6–4-re nyertek a tajvani Hszie Su-vej és a belga Elise Mertens páros ellen.

## A kvalifikáció
Az egyéni versenyre az a nyolc játékos szerezhetett indulási jogot, aki az adott versenyév folyamán a WTA pontversenyén az előzetesen meghatározott 16 tornát figyelembe véve a legtöbb pontot szerezte. A 16 tornába az alábbiak számítottak bele: a négy Grand Slam-torna, a négy kötelező WTA1000 torna, az öt nem kötelező WTA1000 torna közül a két legjobb eredmény, valamint a többi versenyen szerzett pontok közül a hat legjobb. Ennek az úgynevezett race pontversenynek a győztese ebben az évben Ashleigh Barty lett, ő azonban lemondta a részvételt.
A páros versenyen az év során az adott pár által elért 11 legjobb eredményt vették figyelembe. Az egyéni kvalifikáció szabályaival ellentétben a párosoknál nem volt kötelező sem a Grand Slam-tornák, sem a WTA1000 versenyek beszámítása.

## A lebonyolítás formája
Az egyéni versenyen a nyolc résztvevőt két négyes csoportba sorsolják, ahol körmérkőzést játszanak egymással. A csoportok első két helyezettje jut az elődöntőbe. Az elődöntőben a csoportelsők a másik csoport második helyezettjével játszanak a döntőbe jutásért. A döntőt a két elődöntő győztese vívja. A párosok versenye ugyanabban a formában zajlik, mint az egyéni verseny.
A helyezések eldöntése a körmérkőzéses szakaszban
A helyezések az alábbiak figyelembe vételével dőlnek el:
- 1. A győzelmek száma.
- 2. Ha a győzelmek száma egyenlő, akkor a mérkőzéseken nyert játszmák száma dönt.
- 3. Ha ez is egyenlő, akkor két játékos holtversenye esetén az egymás elleni eredményt, ha három játékos között van holtverseny, akkor elsőként a játszmaarányt, másodikként a játékarányt veszik figyelembe.

## A díjalap és a ranglistapontok
A 2021. évi WTA Finals díjalapja 5 000 000 amerikai dollár. A díjalap elosztását, valamint a versenyen szerezhető pontokat a táblázat mutatja.
| Eredmény    | Mérkőzés | Győzelem | Vereség | Egyéni pont | Egyéni díj   | Páros pont | Páros díj |
| ----------- | -------- | -------- | ------- | ----------- | ------------ | ---------- | --------- |
| Győztes     |          |          |         | 1500*       | 1 680 000 $* | 1500       | 360 000 $ |
| Döntős      |          |          |         | 1080*       | 860 000 $*   | 1080       | 190 000 $ |
| Elődöntős   |          |          |         | 750*        | 470 000 $*!  | 750        | 110 000 $ |
| Körmérkőzés | 3        | 3        | 0       | 750         | 440 000 $    | 750        | 110 000 $ |
| Körmérkőzés | 3        | 2        | 1       | 625         | 330 000 $    | 625        | 90 000 $  |
| Körmérkőzés | 2        | 2        | 0       | 500         | 310 000 $    | 500        | 80 000 $  |
| Körmérkőzés | 3        | 1        | 2       | 500         | 220 000 $    | 500        | 70 000 $  |
| Körmérkőzés | 2        | 1        | 1       | 375         | 200 000 $    | 375        | 60 000 $  |
| Körmérkőzés | 1        | 1        | 0       | 250         | 180 000 $    | 250        | 50 000 $  |
| Körmérkőzés | 3        | 0        | 3       | 375         | 110 000 $    | 375        | 50 000 $  |
| Körmérkőzés | 2        | 0        | 2       | 250         | 90 000 $     | 250        | 40 000 $  |
| Körmérkőzés | 1        | 0        | 1       | 125         | 70 000 $     | 125        | 30 000 $  |

- Megjegyzések:
*Egyéniben a körmérkőzés során 125 pont és 110 000 $ mérkőzésenként, és további 125 pont és 110 000 $ győzelmenként; az elődöntőben további 330 pont és 420 000 $ a győzelemért; a döntőben további 420 pont és 820 000 $ a győzelemért.
! − az elődöntő vesztese korábbi nyereményén felül 30 000 $ díjazásban részesül.
- Az esetleges helyettesítő játékos a körmérkőzés során két győzelem esetén 80 000, egy győzelem esetén 60 000 dollárban részesül, míg nyeretlenség esetén 40 000 dollárt kap.

## A kvalifikációt szerzett versenyzők

### Egyéni
| # | Versenyző          | Pont | Kvalif. dátum  |
| - | ------------------ | ---- | -------------- |
|   | Ashleigh Barty     | 6411 | nem indult el  |
| 1 | Arina Szabalenka   | 4768 | szeptember 20. |
| 2 | Barbora Krejčíková | 4518 | szeptember 20. |
| 3 | Karolína Plíšková  | 4036 | október 4.     |
| 4 | María Szákari      | 3341 | október 21.    |
| 5 | Iga Świątek        | 3226 | október 25.    |
| 6 | Garbiñe Muguruza   | 3195 | október 25.    |
| 7 | Paula Badosa       | 3112 | október 25.    |
| 8 | Anett Kontaveit    | 3096 | október 31.    |

Szeptember 20-án elsőként hárman kvalifikálták magukat a WTA Finals versenyébe, a világelső ausztrál Ashleigh Barty, a fehérorosz Arina Szabalenka és a cseh Barbora Krejčíková.
Ashleigh Barty 2021-ben öt tornagyőzelmet aratott: győzött Wimbledonban, a WTA1000-es Miami Openen, és a Cincinnati Openen, a WTA500-as Yarra Valley Classicon és Stuttgartban a Porsche Tennis Grand Prix tornán. Döntőt játszott a WTA1000-es Madrid Openen, negyeddöntős volt az Australian Openen, a WTA1000-es római tornán és a WTA500-as Volvo Cars Openen Charlestonban. Október 23-án bejelentette, hogy nem indul a WTA Finals tornán, mivel ebben az évben egyhuzamban 8 hónapot volt távol az otthonától.
Arina Szabalenka 2021-ben két tornagyőzelmet aratott. Győzött a WTA1000-es Madrid Openen és a WTA500-as Abu Dhabi Openen, valamint döntőt játszott Stuttgartban a Porsche Tennis Grand Prix WTA500-as tornán. Elődöntős volt Wimbledonban és a US Openen, valamint a WTA1000-es Canada Openen. Negyeddöntős volt a WTA1000-es Miami Openen, a WTA500-as dubaji tornán, a Viking International tornán Eastbourne-ben és a Kreml Kupán Moszkvában.
Barbora Krejčíková 2021-ben három tornagyőzelmet aratott. Győzött a Roland Garroson, a WTA250-es tornán Strasbourgban és Prágában, döntőt játszott Dubajban a WTA1000-es tornán, és negyeddöntős volt a US Openen, a WTA1000-es Cincinnati Openen, valamint a WTA500-as Grampians Trophy tornán Melbourne-ben.
Karolína Plíšková 2021-ben nem aratott tornagyőzelmet, de döntőt játszott Wimbledonban, valamint a WTA1000-es tornán Rómában és Montréalban. Elődöntős volt a WTA1000-es Cincinnati Openen, negyeddöntős volt a US Openen, a WTA500-as tornán Katarban és Stuttgartban.
María Szákari 2021-ben nem aratott tornagyőzelmet, de döntőt játszott a WTA500-as Ostrava Openen, elődöntős volt a Roland Garroson és a US Openen, a WTA1000-es Miami Openen, a WTA500-as Abu Dhabi Openen, a Grampians Trophy tornán Melbourne-ben és a Kreml Kupán. Negyeddöntős volt a WTA500-as Qatar Total Openen Dohában.
Iga Świątek 2021-ben két tornagyőzelmet aratott. Győzött a WTA1000-es tornán Rómában és a WTA500-as Adelaide International tornán. Elődöntős volt a WTA500-as Ostrava Openen és negyeddöntős volt a Roland Garroson.
Garbiñe Muguruza 2021-ben két tornagyőzelmet aratott. Győzött a WTA1000-es tornán Dubajban és a WTA500-as tornán Chicagóban. Döntőt játszott a WTA500-as Yarra Valley Classic tornán Melbourne-ben és a Qatar Total Openen Dohában. Negyeddöntős volt a WTA500-as German Open tornán Berlinben és a Kreml Kupa tornán Moszkvában.
Paula Badosa 2021-ben két tornagyőzelmet aratott. Győzött a WTA1000-es Indian Wells Mastersen és a WTA250-es tornán Belgrádban. Elődöntős volt a WTA1000-es madridi tornán, a WTA500-as Volvo Cars Openen Charlestonban és a WTA250-es Lyon Openen. Negyeddöntős volt a Roland Garroson és a WTA1000-es Cincinnati Openen.
Anett Kontaveit 2021-ben három tornagyőzelmet aratott. Győzött a WTA500-as Kreml Kupán Moszkvában, a WTA250-es Cleveland International tornán és az Ostrava Openen. Döntőbe jutott a WTA500-as Grampians Trophy tornán Melbourne-ben és a Viking International tornán Eastbourne-ben. Negyeddöntős volt a WTA1000-es Indian Wells Mastersen, a WTA500-as Qatar Total Openen Dohában és a Porsche Tennis Grand Prix tornán Stuttgartban.
A résztvevők közül csak Karolína Plíšková és Garbiñe Muguruza szerepelt már korábban a WTA Finals tornán.
A tartalékok:  Jessica Pegula és  Elise Mertens.

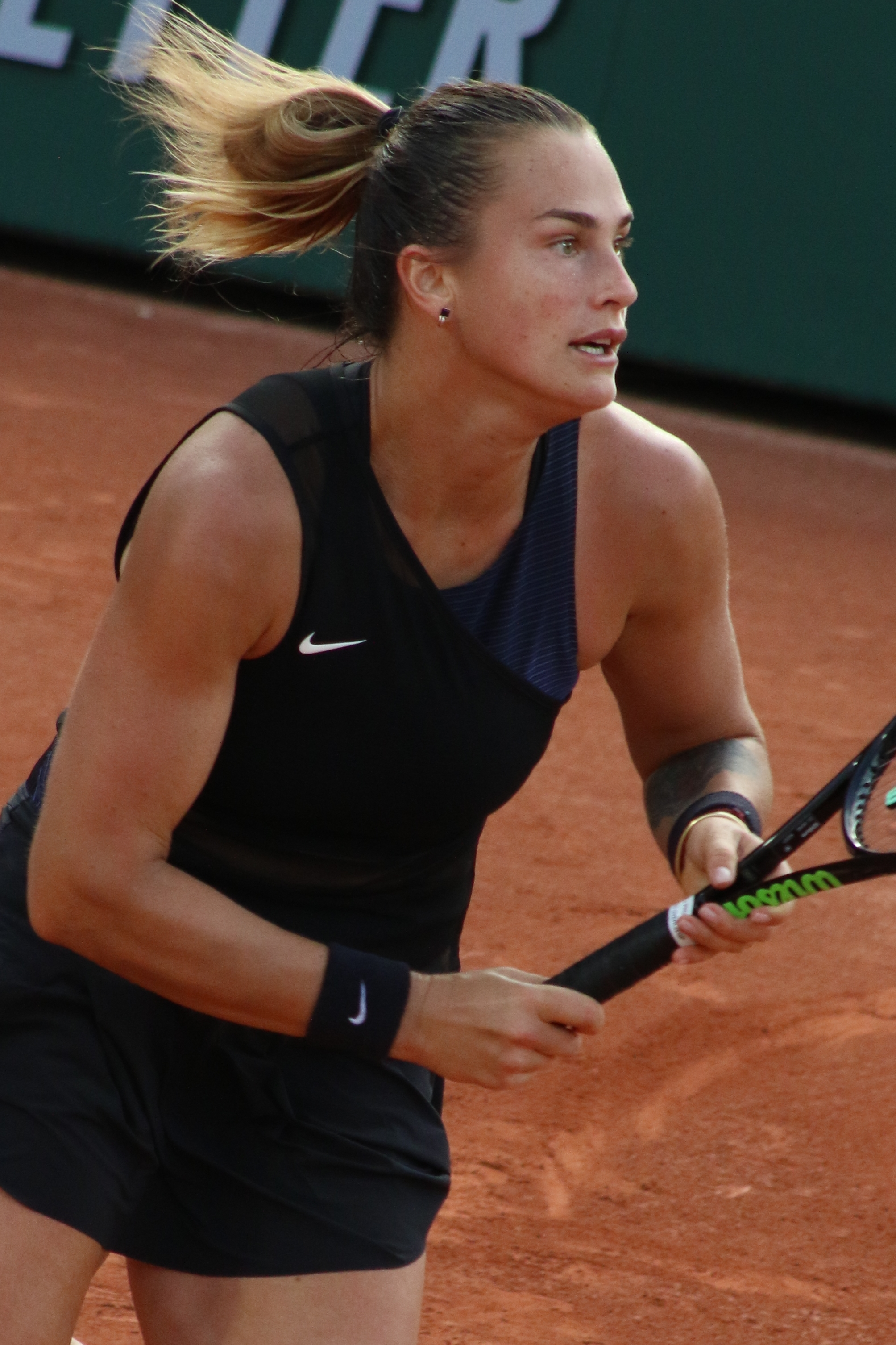
Arina Szabalenka, a világranglista 2. helyezettje, először vesz részt az év végi világbajnokságon
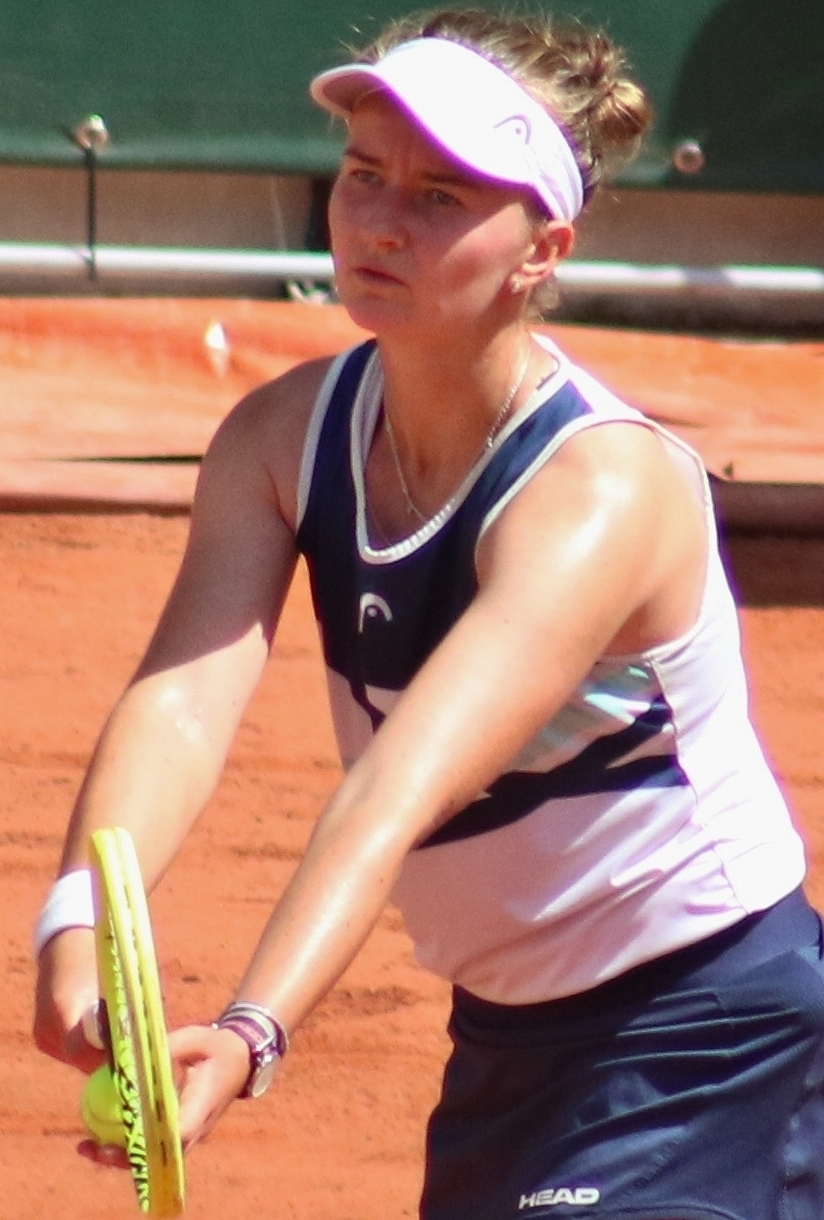
Barbora Krejčíková, a 2021-es Roland Garros győztese, először vesz részt az év végi világbajnokságon
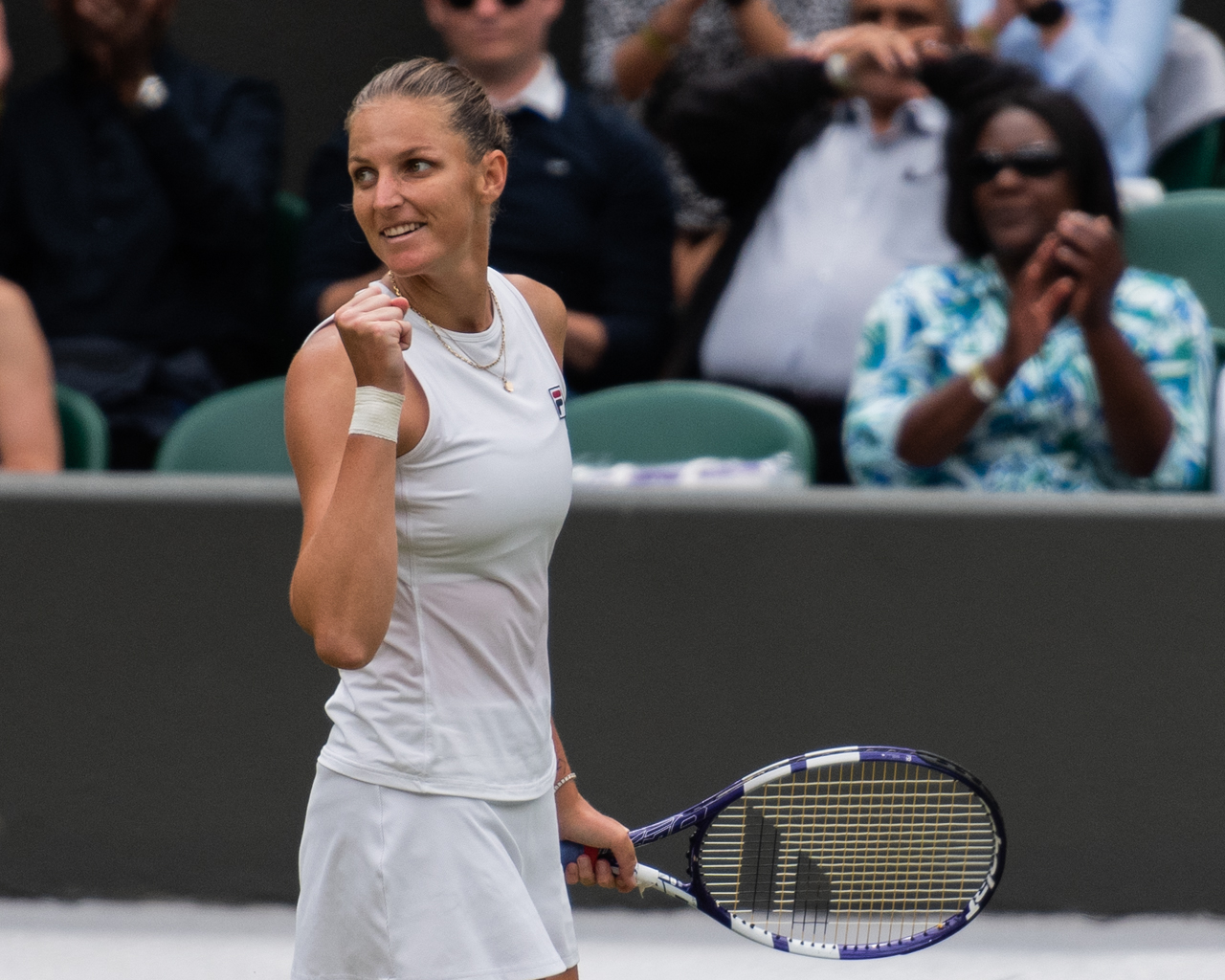
Karolína Plíšková, korábbi világelső, 2021-ben a wimbledoni teniszbajnokság döntőse, ötödször résztvevője az év végi világbajnokságnak, ahol az előző három alkalommal az elődöntőig jutott
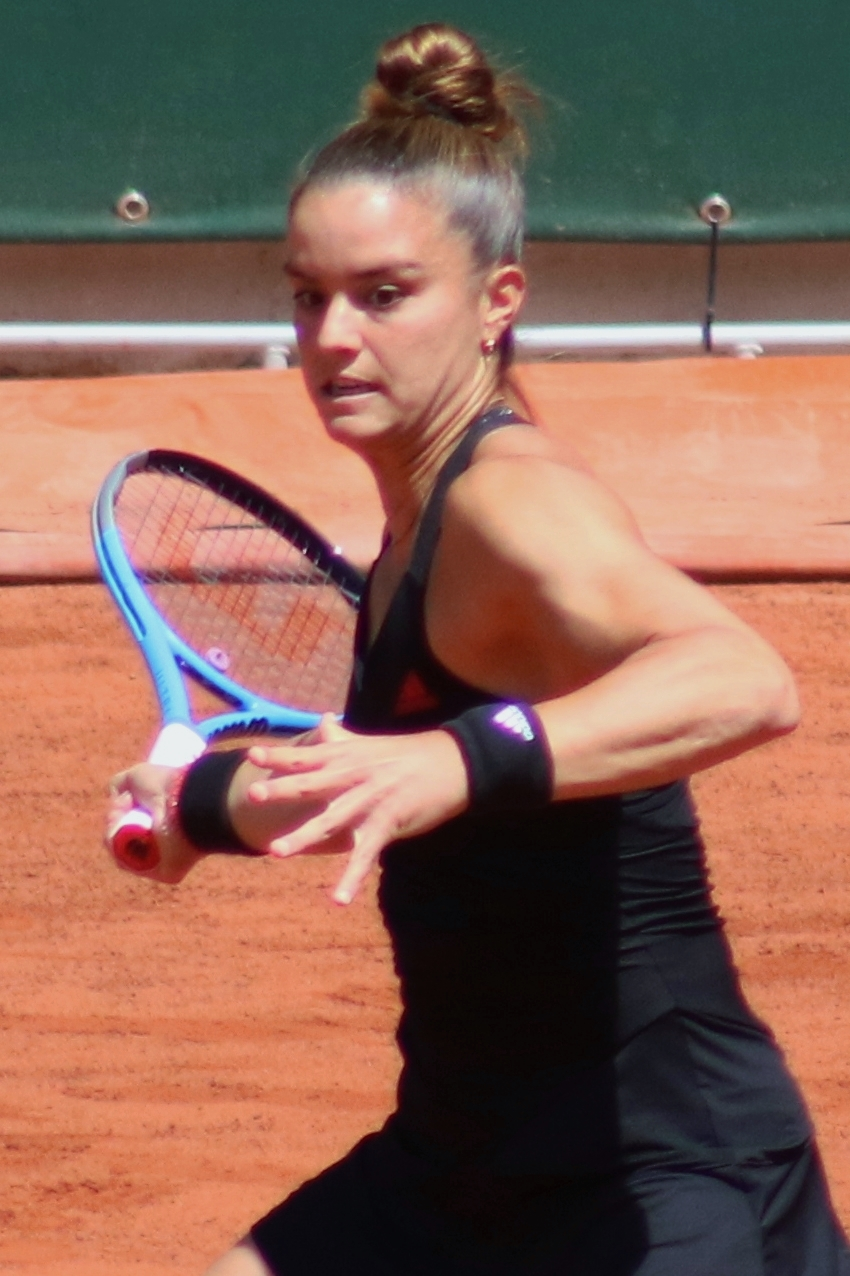
María Szákari, 2021-ben a Roland Garros és a US Open elődöntőse, először vesz részt az év végi világbajnokságon

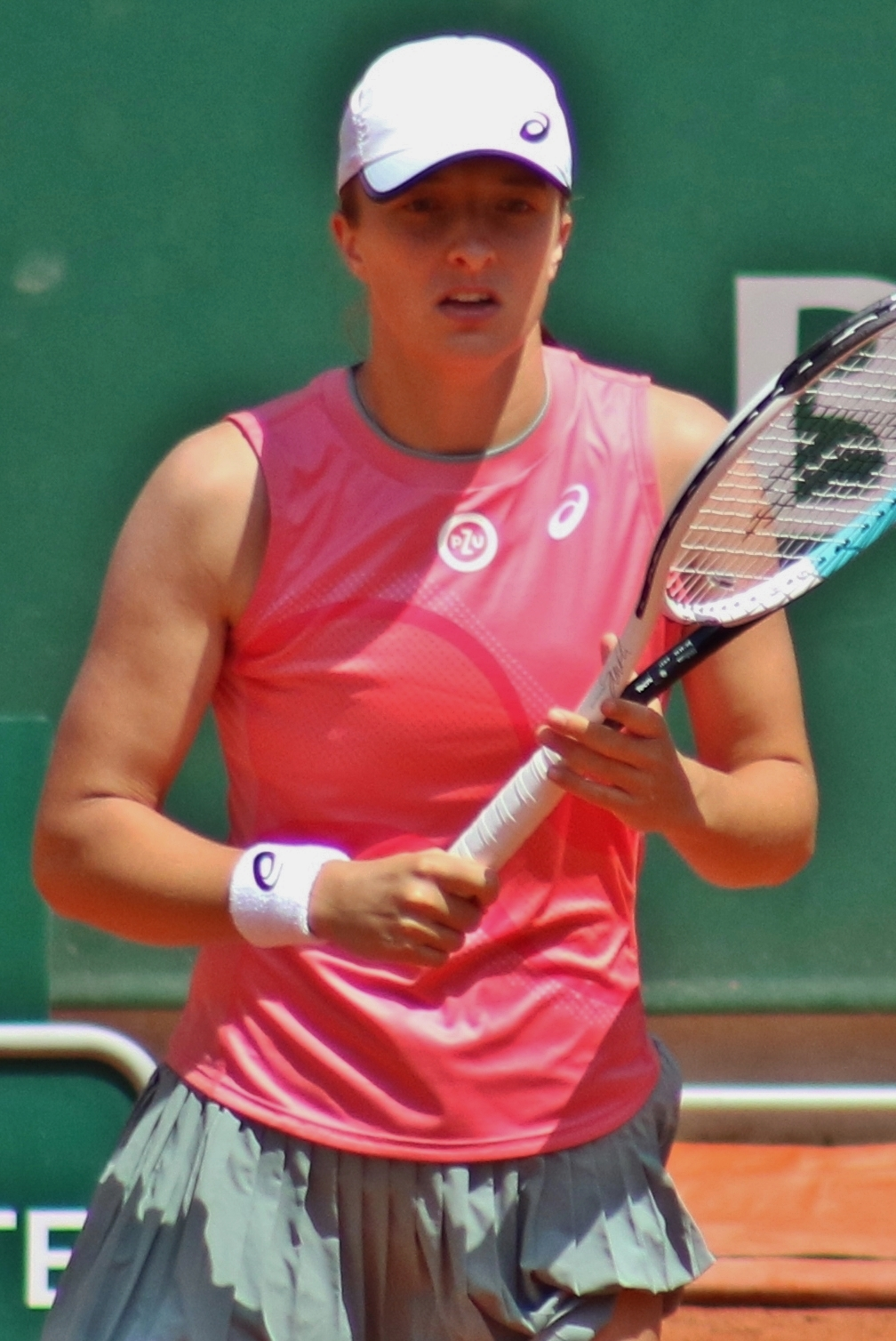
Iga Świątek a 2020-as Roland Garros győztese, először résztvevője az év végi világbajnokságnak
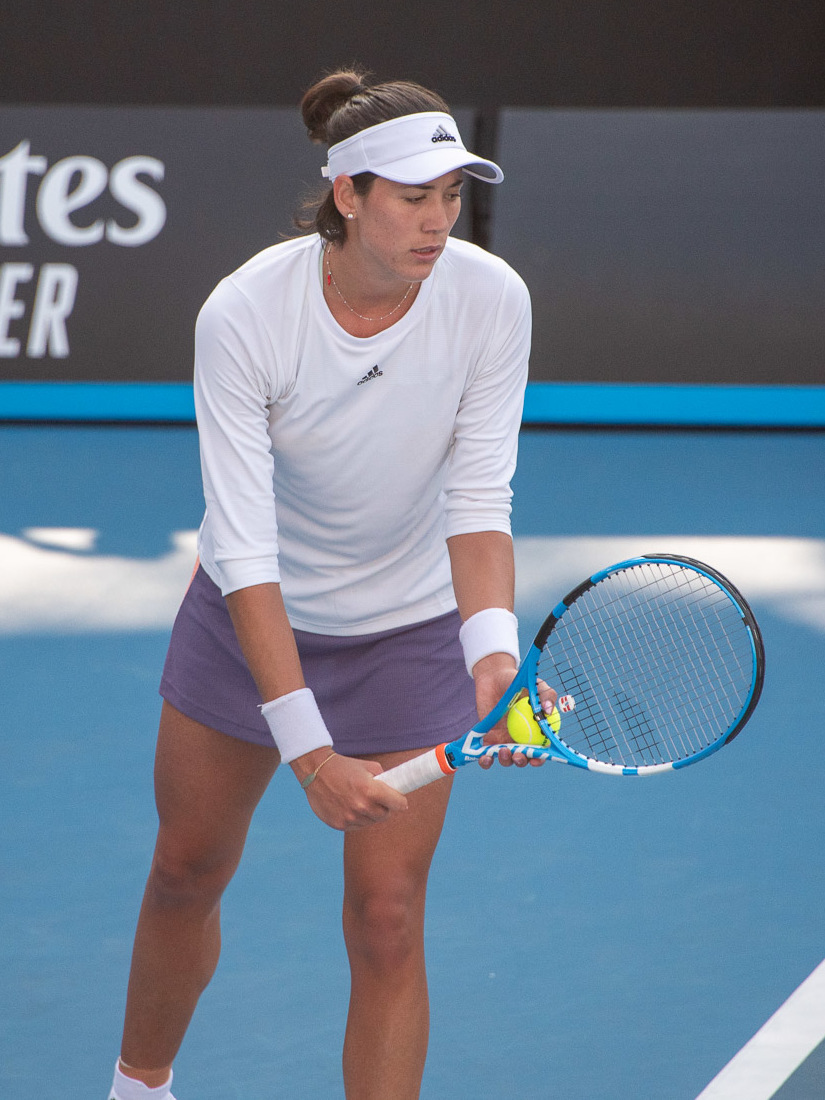
Garbiñe Muguruza, korábbi világelső, kétszeres Grand Slam-tornagyőztes, negyedszer vesz részt az év végi világbajnokságon, ahol 2015-ben az elődöntőig jutott
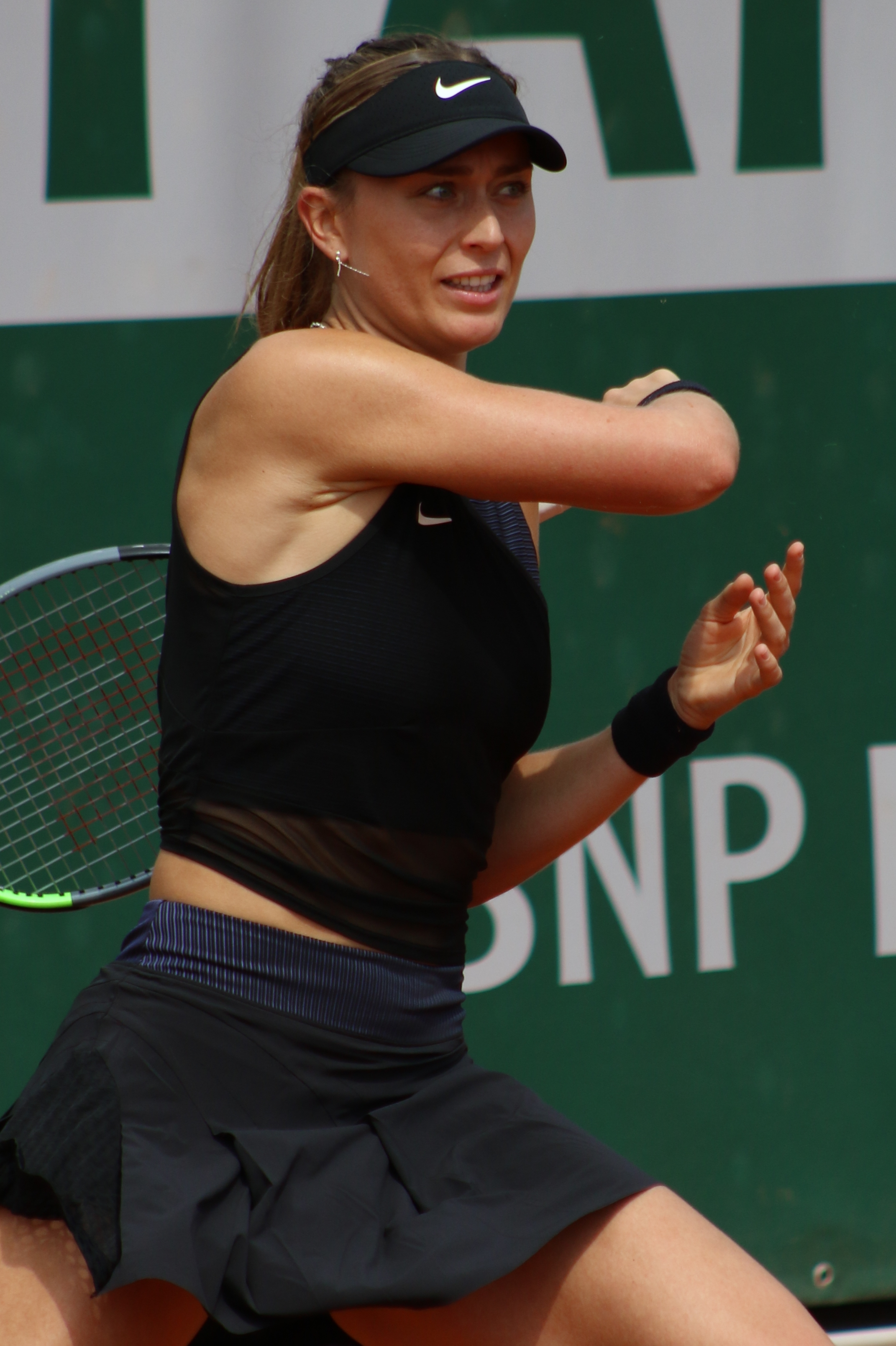
Paula Badosa 2021-ben két WTA-torna győztese, a Roland Garros negyeddöntőse, először vesz részt az év végi világbajnokságon
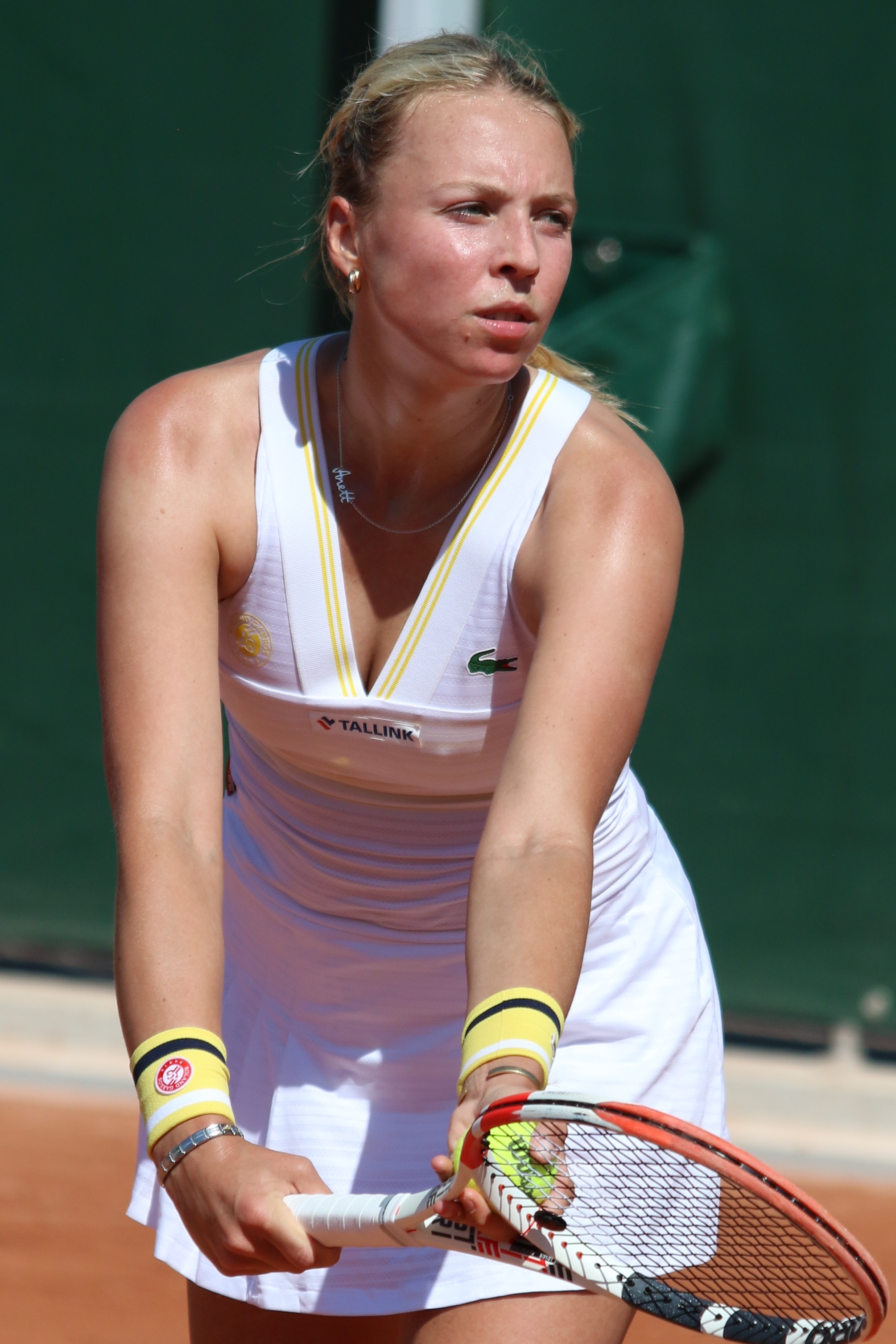
Anett Kontaveit, 2021-ben három WTA-torna győztese, először résztvevője az év végi világbajnokságnak

### Egymás elleni eredmények
|   | Versenyző          | Szabalenka | Krejčíková | Plíšková | Szákari | Świątek | Muguruza | Badosa | Kontaveit | Össz. | Idei eredm. |
| - | ------------------ | ---------- | ---------- | -------- | ------- | ------- | -------- | ------ | --------- | ----- | ----------- |
| 1 | Arina Szabalenka   |            | 2–0        | 2−2      | 4−1     | 0−0     | 1−2      | 0−1    | 4−0       | 13–6  | 44–16       |
| 2 | Barbora Krejčíková | 0−2        |            | 0−2      | 3–0     | 0−2     | 2–0      | 0−2    | 0−0       | 5–9   | 45–16       |
| 3 | Karolína Plíšková  | 2–2        | 2−0        |          | 1−2     | 0−1     | 8–2      | 2–0    | 3–0       | 18–7  | 35–18       |
| 4 | María Szákari      | 1−4        | 0–3        | 2−1      |         | 2−0     | 1–1      | 0−0    | 6−5       | 12–14 | 36–18       |
| 5 | Iga Świątek        | 0−0        | 2−0        | 1−0      | 0−2     |         | 0−1      | 0−1    | 2–2       | 5–6   | 35–13       |
| 6 | Garbiñe Muguruza   | 2−1        | 1−2        | 2−8      | 1−1     | 1−0     |          | 0−0    | 2−2       | 9–14  | 38–16       |
| 7 | Paula Badosa       | 1−0        | 2−0        | 0–2      | 0−0     | 1–0     | 0−0      |        | 0−1       | 4–3   | 41–15       |
| 8 | Anett Kontaveit    | 0−4        | 0–0        | 0−3      | 5−6     | 2−0     | 2–2      | 1–0    |           | 10–17 | 45–15       |

### Párosok
| # | Versenyzők                                          | Pont | Kvalif. dátuma  |
| - | --------------------------------------------------- | ---- | --------------- |
| 1 | Barbora Krejčíková (CZE) · Kateřina Siniaková (CZE) | 6450 | szeptember 20.  |
| 2 | Aojama Súko (JPN) · Sibahara Ena (JPN)              | 5070 | szeptember 20.  |
| 3 | Hszie Su-vej (TPE) · Elise Mertens (BEL)            | 3892 | október 18.     |
| 4 | Nicole Melichar (USA) · Demi Schuurs (NED)          | 3440 | október 18.     |
| 5 | Samantha Stosur (AUS) · Csang Suaj (CHN)            | 2911 | október 18.     |
|   | Cori Gauff (USA) · Catherine McNally (USA)          | 2770 | nem indultak el |
| 6 | Alexa Guarachi (CHI) · Desirae Krawczyk (USA)       | 2695 | október 28.     |
| 7 | Darija Jurak (CRO) · Andreja Klepač (SLO)           | 2650 | október 28.     |
|   | Gabriela Dabrowski (CAN) · Luisa Stefani (BRA)      | 2570 | nem indultak el |
| 8 | Sharon Fichman (CAN) · Giuliana Olmos (MEX)         | 2491 | október 28.     |

A Barbora Krejčíková–Kateřina Siniaková páros 2021-ben négy tornagyőzelmet aratott. Győztek a Roland Garroson, a WTA1000-es madridi tornán, a WTA500-as Gippsland Trophy tornán Melbourne-ben, és az olimpiai bajnoki címet is megszerezték. Döntőt játszottak az Australian Openen. Elődöntősök voltak a WTA1000-es Qatar Total Openen, és a Cincinnati Mastersen. Negyeddöntőt játszottak Wimbledonban, a WTA1000-es Indian Wells Mastersen és a Rome Mastersen, valamint Dubajban. Barbora Krejčíková ebben az évben két alkalommal is vezette a páros világranglistát.
Az Aojama Súko–Sibahara Ena páros 2021-ben öt tornagyőzelmet aratott. Győztek a WTA1000-es Miami Openen, a WTA500-as Abu Dhabi Openen, a Yarra Valley Classic tornán Melbourne-ben, a Viking International tornán Eastbourne-ben és a WTA250-es Cleveland Championships tornán. Elődöntőt játszottak Wimbledonban, a WTA1000-es Indian Wells Mastersen és a Rome Mastersen, negyeddöntősök voltak az Australian Openen és a WTA1000-es Cincinnati Masters tornán.
A Hszie Su-vej–Elise Mertens páros 2021-ben két tornagyőzelmet aratott. Győztek Wimbledonban és a WTA1000-es Indian Wells Mastersen. Elődöntőt játszottak a WTA250-es tornán Birminghamben, és negyeddöntősök voltak a US Openen, valamint a WTA500-as Chicago Fall Tennis Classic tornán. Az év folyamán Hszie Su-vej négyszer, Elise Mertens ötször állt a páros világranglista élén.
A Nicole Melichar–Demi Schuurs páros 2021-ben két tornagyőzelmet aratott. Győztek a WTA1000-es kategóriájú tornán Katarban, valamint a Charlestonban rendezett WTA500-as tornán. Döntőt játszottak a WTA500-as tornán Eastbourne-ben, valamint a Berlinben. Elődöntősök voltak az Australian Openen, valamint a WTA500-as tornán Chicagóban, és a Yarra Valley Classic tornán Melbourne-ben. Negyeddöntőt játszottak a WTA1000-es Cincinnati Masters tornán és Dubajban.
A Samantha Stosur–Csang Suaj páros 2021-ben két tornagyőzelmet aratott. Győztek a US Openen és a WTA1000-es Cincinnati Masters tornán.
Az Alexa Guarachi–Desirae Krawczyk páros 2021-ben két tornagyőzelmet aratott. Győztek a WTA500-as Adelaide International és a WTA250-es Strasbourgban rendezett tornán. Elődöntősök voltak a US Openen, a Charlestonban rendezett WTA 500-as tornán, valamint a WTA250-es Emilia Romagna Openen. Negyeddöntőt játszottak a WTA1000-es Canada Openen, a WTA500-as tornán Chicagóban, valamint Eastbourne-ben.
A Darija Jurak–Andreja Klepač páros 2021-ben két tornagyőzelmet aratott. Elsők lettek a WTA500-as Silicon Valley Classic tornán és a WTA250-es Bad Homburg Openen. Döntőt játszottak a WTA1000-es Canada Mastersen és a WTA250-es Emilia Romagna Openen. Elődöntősök voltak a WTA500-as tornán Chicagóban, negyeddöntőt játszottak a Roland Garroson, valamint a WTA250-es Tenerife Ladies Openen.
A Sharon Fichman–Giuliana Olmos páros 2021-ben egy tornagyőzelmet aratott, megnyerték a WTA1000-es tornát Rómában. Elődöntőbe jutottak a WTA500-as tornán Berlinben, negyeddöntősök voltak az Australian Openen, valamint a WTA500-as tornán Eastbourne-ben és Stuttgartban.
A tartalék párosok:  Nagyija Kicsenok /  Raluca Olaru és  Marie Bouzková /  Lucie Hradecká
A párosok versenye ugyanolyan rendszerben zajlik, mint az egyéni verseny, azaz a nyolc páros két négyes csoportban körmérkőzést vív, majd a csoportok első két helyezettje játszik kieséses alapon egymás ellen az elődöntőben.

### A párosok egymás elleni eredményei
|   | Versenyző                             | Krejčíková Siniaková | Aojama Sibahara | Hszie Mertens | Melichar Schuurs | Stosur Csang | Guarachi Krawczyk | Jurak Klepač | Fichman Olmos | Össz. | Idei eredm. |
| - | ------------------------------------- | -------------------- | --------------- | ------------- | ---------------- | ------------ | ----------------- | ------------ | ------------- | ----- | ----------- |
| 1 | Barbora Krejčíková Kateřina Siniaková |                      | 0–0             | 0–0           | 0–0              | 0−2          | 0–0               | 0–0          | 1−0           | 1–2   | 40–11       |
| 2 | Aojama Súko Sibahara Ena              | 0–0                  |                 | 0−2           | 2−1              | 0−1          | 0–1               | 0–1          | 1–2           | 3–8   | 39–16       |
| 3 | Hszie Su-vej Elise Mertens            | 0–0                  | 2−0             |               | 0–0              | 0−0          | 0–0               | 0–0          | 0−1           | 2–1   | 20–7        |
| 4 | Nicole Melichar Demi Schuurs          | 0−0                  | 1–2             | 0−0           |                  | 0−1          | 0−0               | 0−0          | 0−0           | 1–3   | 30–16       |
| 5 | Samantha Stosur Csang Suaj            | 2−0                  | 1−0             | 0−0           | 1−0              |              | 1−0               | 0–0          | 0–0           | 5–0   | 11–2        |
| 6 | Alexa Guarachi Desirae Krawczyk       | 0−0                  | 1−0             | 0−0           | 0−0              | 0−1          |                   | 0−1          | 0−0           | 1–2   | 25–12       |
| 7 | Darija Jurak Andreja Klepač           | 0−0                  | 1−0             | 0−0           | 0−0              | 0−0          | 1−0               |              | 0−0           | 2–0   | 27–13       |
| 8 | Sharon Fichman Giuliana Olmos         | 0−1                  | 2–1             | 1−0           | 0−0              | 0−0          | 0−0               | 0–0          |               | 2–2   | 22–11       |

## Az egyéni verseny

### A csoportmérkőzések
- Alt = helyettesítő
- r = feladta

#### Chichén Itzá csoport
|   |                  | Szabalenka          | Szákari             | Świątek       | Badosa      | Gy–V | Szett Gy–V | Játék Gy–V  | Helyezés |
| 1 | Arina Szabalenka |                     | 6–7(1), 7–6(6), 3–6 | 2–6, 6–2, 7–5 | 4–6, 0–6    | 1–2  | 3–5 (38%)  | 35-44 (44%) | 3.       |
| 4 | María Szákari    | 7–6(1), 6–7(6), 6–3 |                     | 6–2, 6–4      | 6–7(4), 4–6 | 2–1  | 4–3 (50%)  | 41–35 (54%) | 2.       |
| 5 | Iga Świątek      | 6–2, 2–6, 5–7       | 2–6, 4–6            |               | 7–5, 6–4    | 1–2  | 3–4 (43%)  | 32-36 (47%) | 4.       |
| 7 | Paula Badosa     | 6–4, 6–0            | 7–6(4), 6–4         | 5–7, 4–6      |             | 2–1  | 4–2 (67%)  | 34–27 (56%) | 1.       |

#### Teotihuacán csoport
|   |                    | Krejčíková    | Plíšková         | Muguruza         | Kontaveit | Gy–V | Szett Gy–V | Játék Gy–V  | Helyezés |
| 2 | Barbora Krejčíková |               | 6–0, 4–6, 4–6    | 6–2, 3–6, 4–6    | 3–6, 4–6  | 0–3  | 2–6 (25%)  | 34–38 (47%) | 4.       |
| 3 | Karolína Plíšková  | 0–6, 6–4, 6–4 |                  | 4–6, 6–2, 7–6(6) | 4–6, 0–6  | 2–1  | 4–4 (50%)  | 33–40 (45%) | 3.       |
| 6 | Garbiñe Muguruza   | 2–6, 6–3, 6–4 | 6–4, 2–6, 6-7(6) |                  | 6–4, 6–4  | 2–1  | 5–3 (63%)  | 40–38 (51%) | 2.       |
| 8 | Anett Kontaveit    | 6–3, 6–4      | 6–4, 6–0         | 4–6, 4–6         |           | 2–1  | 4–2 (67%)  | 32–23 (58%) | 1.       |

### Döntők
|  | Elődöntők | Elődöntők        | Elődöntők | Elődöntők       | Elődöntők |   |                  | Döntő | Döntő | Döntő | Döntő | Döntő |  |
|  |           |                  |           |                 |           |   |                  |       |       |       |       |       |  |
|  | 7         | Paula Badosa     | 3         | 3               |           |   |                  |       |       |       |       |       |  |
|  | 7         | Paula Badosa     | 3         | 3               |           |   |                  |       |       |       |       |       |  |
|  | 6         | Garbiñe Muguruza | 6         | 6               |           |   |                  |       |       |       |       |       |  |
|  | 6         | Garbiñe Muguruza | 6         | 6               |           | 6 | Garbiñe Muguruza | 6     | 7     |       |       |       |  |
|  |           |                  |           |                 |           | 6 | Garbiñe Muguruza | 6     | 7     |       |       |       |  |
|  |           |                  | 8         | Anett Kontaveit | 3         | 5 |                  |       |       |       |       |       |  |
|  | 8         | Anett Kontaveit  | 8         | Anett Kontaveit | 3         | 5 | 6                | 3     | 6     |       |       |       |  |
|  | 8         | Anett Kontaveit  |           |                 |           |   |                  |       |       |       |       |       |  |
|  | 4         | María Szákari    | 1         | 6               | 3         |   |                  |       |       |       |       |       |  |

## A párosok versenye

### A párosok csoportmérkőzései

#### El Tajín csoport
|   |                                       | Krejčíková Siniaková | Hszie Mertens | Guarachi Krawczyk   | Fichman Olmos    | Gy–V | Szett Gy–V | Játék Gy–V  | Helyezés |
| 1 | Barbora Krejčíková Kateřina Siniaková |                      | 6–3, 6–1      | 5–7, 7–6(3), [10–7] | 6–4, 6–1         | 3–0  | 6–1 (86%)  | 37–22 (63%) | 1.       |
| 3 | Hszie Su-vej Elise Mertens            | 3–6, 1–6             |               | 7–6(3), 6–2         | 6–4, 7–6(3)      | 2–1  | 4–2 (67%)  | 30–30 (50%) | 2.       |
| 6 | Alexa Guarachi Desirae Krawczyk       | 7–5, 6–7(3), [7–10]  | 6–7(3), 2–6   |                     | 0–6, 6–3, [11–9] | 1–2  | 3–5 (38%)  | 28–35 (44%) | 3.       |
| 8 | Sharon Fichman Giuliana Olmos         | 4–6, 1–6             | 4–6, 6–7(3)   | 6–0, 3–6, [9–11]    |                  | 0–3  | 1–6 (14%)  | 24–32 (43%) | 4.       |

#### Tenochtitlán csoport
|   |                              | Aojama Sibahara  | Melichar Schuurs | Stosur Csang            | Jurak Klepač            | Gy–V | Szett Gy–V | Játék Gy–V  | Helyezés |
| 2 | Aojama Súko Sibahara Ena     |                  | 6–4, 7–6(5)      | 6–4, 3–6, [7–10]        | 6–0, 6–4                | 2–1  | 5–2 (71%)  | 34–25 (58%) | 1.       |
| 4 | Nicole Melichar Demi Schuurs | 4–6, 6–7(5)      |                  | 6–2, 6–2                | 6–4, 3–6, [10–2]        | 2–1  | 4–3 (57%)  | 32–27 (54%) | 2.       |
| 5 | Samantha Stosur Csang Suaj   | 4–6, 6–3, [10–7] | 2–6, 2–6         |                         | 7–6(10), 6–7(4), [5–10] | 1–2  | 3–5 (38%)  | 28–35 (44%) | 4.       |
| 7 | Darija Jurak Andreja Klepač  | 0–6, 4–6         | 4–6, 6–3, [2–10] | 6–7(10), 7–6(4), [10–5] |                         | 1–2  | 3–5 (38%)  | 28–35 (44%) | 3.       |

### Döntők
|  | Elődöntők | Elődöntők                             | Elődöntők | Elődöntők                  | Elődöntők |   |   | Döntő                                 | Döntő | Döntő | Döntő | Döntő |  |
|  |           |                                       |           |                            |           |   |   |                                       |       |       |       |       |  |
|  | 1         | Barbora Krejčíková Kateřina Siniaková | 3         | 6                          | [10]      |   |   |                                       |       |       |       |       |  |
|  | 1         | Barbora Krejčíková Kateřina Siniaková | 3         | 6                          | [10]      |   |   |                                       |       |       |       |       |  |
|  | 4         | Nicole Melichar Demi Schuurs          | 6         | 3                          | [6]       |   |   |                                       |       |       |       |       |  |
|  | 4         | Nicole Melichar Demi Schuurs          | 6         | 3                          | [6]       |   | 1 | Barbora Krejčíková Kateřina Siniaková | 6     | 6     |       |       |  |
|  |           |                                       |           |                            |           |   | 1 | Barbora Krejčíková Kateřina Siniaková | 6     | 6     |       |       |  |
|  |           |                                       | 3         | Hszie Su-vej Elise Mertens | 3         | 4 |   |                                       |       |       |       |       |  |
|  | 3         | Hszie Su-vej Elise Mertens            | 3         | Hszie Su-vej Elise Mertens | 3         | 4 | 6 | 6                                     |       |       |       |       |  |
|  | 3         | Hszie Su-vej Elise Mertens            |           |                            |           |   |   |                                       |       |       |       |       |  |
|  | 2         | Aojama Súko Sibahara Ena              | 2         | 2                          |           |   |   |                                       |       |       |       |       |  |

## Kapcsolódó szócikk
- 2021-es WTA-szezon